# Egnacia
Egnacia es un yacimiento arqueológico que se encuentra en la región de Apulia en el sur de Italia en la localidad de mar de Savelletri di Fasano, provincia de Bríndisi. El enclave está situado en la que fuera la vía Trajana, brazo separado de la vía Apia que comunicaba las ciudades de Bríndisi con Benevento y que fue realizada entre los años 108 y 111 a. C. después de la victoria del emperador Trajano en la Dacia.

## Historia
No son muchas las noticias que nos llegan de la ciudad de Egnacia a través de los textos históricos. Los testimonios más destacados son del geógrafo griego Estrabón, a finales del siglo I a. C., y del poeta latino Horacio que pasó por la ciudad de Egnacia en el año 38 a. C. en su viaje de Roma a Brindis y a la que define como Gnathia lymphis iratis exstructa muchas interpretaciones se han dado de este verso famoso pero parece cada vez más aceptado el significado para lymphis iratis de aguas en tormenta estas aguas se refieren al mar Adriático al que se asoma la ciudad.
Nos remontamos a la Edad del Bronce para encontrar los primeros asentamientos, hacia los siglos XV a XII a. C. grupos de chozas se distribuyen a lo largo de la costa y hacia el interior del territorio de la ciudad. La parte del asentamiento más duradera en el tiempo y con una densidad de población mayor estaba protegida con una muralla de piedra tierra adentro, este primer asentamiento ubicado sobre una pequeña península de tierra se convertirá con el tiempo y gracias a la deposición de material en diferentes estratos en un auténtico tell, hoy día conocemos esta zona del asentamiento como Acrópolis.
De época mesapia son las murallas de casi dos kilómetros de largo. Podemos datar esta muralla desde el siglo V a. C., protegía la ciudad en disposición semicircular hacia el interior del territorio. Parece ser que la extensión de la muralla hacia el mar solamente existía hacia el norte. La cinta muraria fue construida en diferentes fases a lo largo del tiempo, fue reforzada y rehecha en varias ocasiones y presenta un aspecto poco uniforme no obstante la técnica utilizada siempre fue la construcción con bloques escuadrados. En el lado norte de la muralla, el más conocido y el único conservado en su altura originaria de siete metros, se pueden observar dos fases diferenciadas. Hay tumbas prerromanas intramuros de la ciudad pero es extramuros donde se localizan las necrópolis del pueblo de los mesapios que se continuaron utilizando en los siglos posteriores por culturas y ritos de enterramiento diferentes (necrópolis occidental) foto de la necrópolis occidental
En las tumbas de la cultura mesapia se descubrieron ricos ajuares funerarios cerámicos que han dado lugar a la denominación de ese tipo de cerámica como “cerámica de Egnacia”, se trata de vasijas que en realidad se produjeron en diferentes lugares de Apulia desde la mitad del siglo IV a. C. hasta los primeros decenios del siglo sucesivo, la cerámica de Egnacia se caracteriza por una decoración amarilla, blanca y roja sobre fondo negro de motivos predominantemente de inspiración vegetal.
En la misma época se realiza la disposición de gusto helenístico de la zona a los pies de la acrópolis se puede reconocer la disposición de una zona porticada que se asomaba a una plaza irregular (ágora).
En la misma zona se sitúa el centro monumental de la ciudad formado posteriormente a la romanización de la ciudad: la basílica civil, la Capilla (sacello) de las divinidades orientales, el anfiteatro y el foro; los barrios residenciales, productivos y para abastecimiento de la ciudad se desarrollan al otro lado de la vía Trajana respecto a la zona monumental.

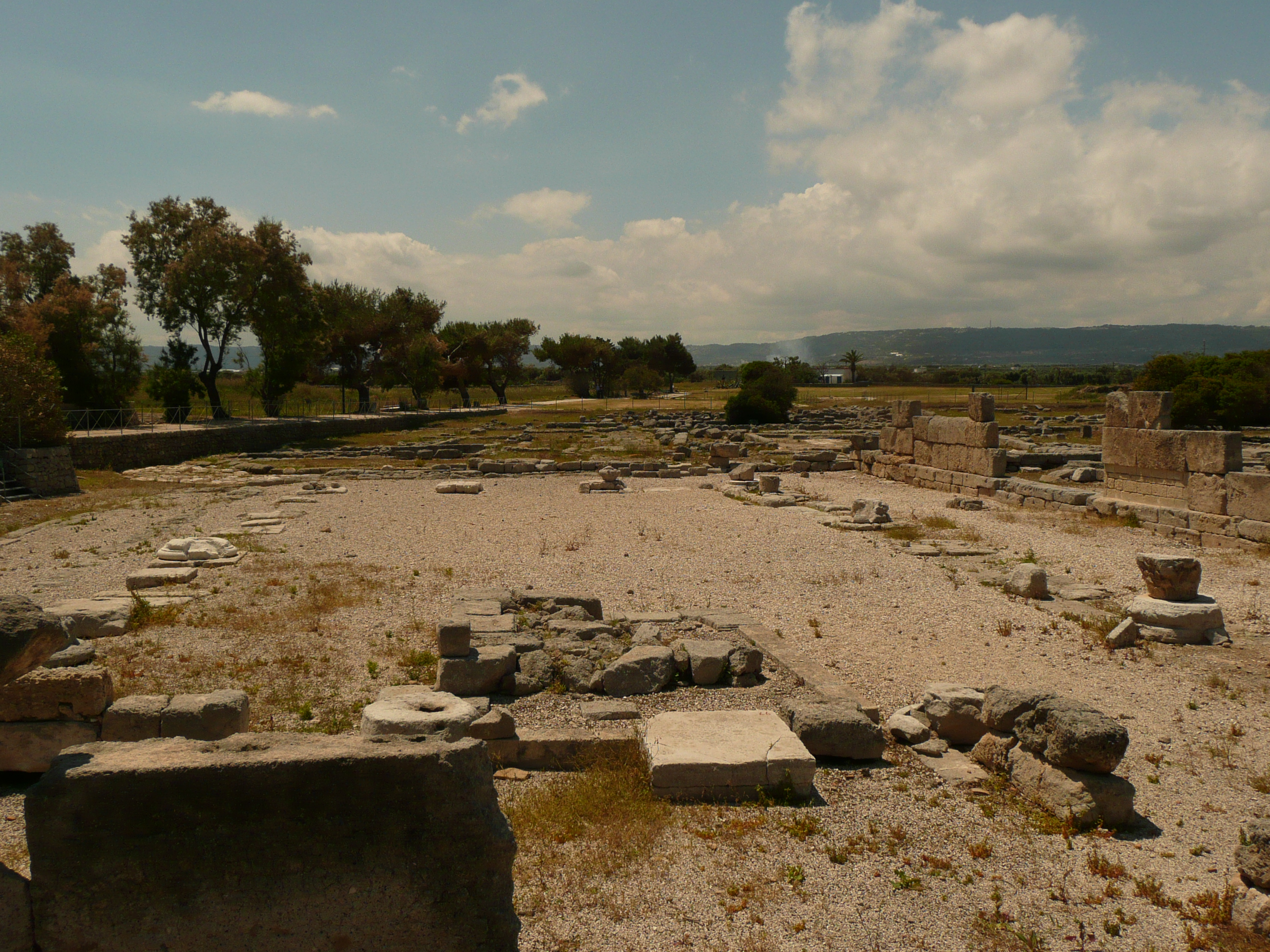
Basílica civil, vista general.

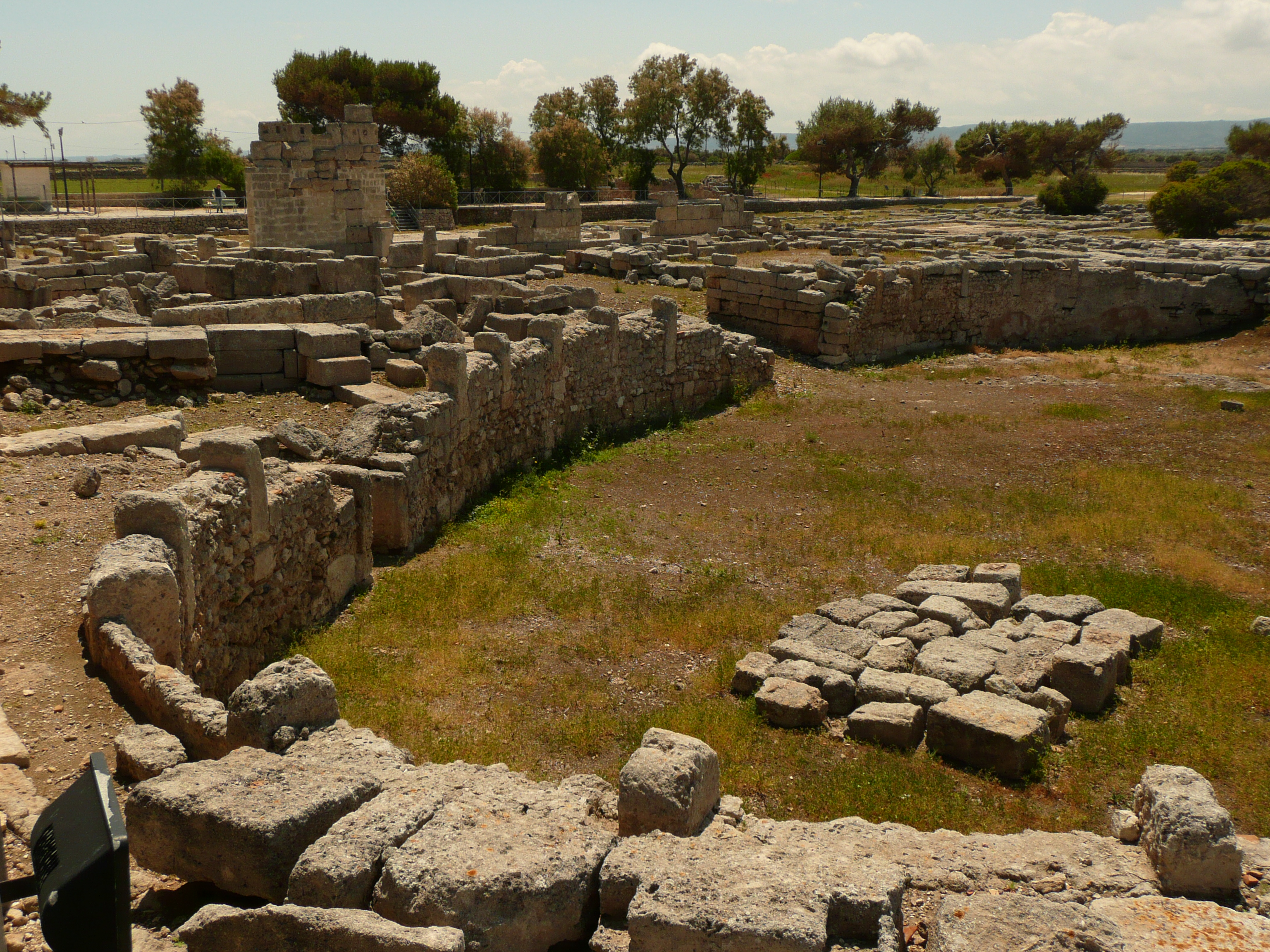
Vista Anfiteatro.

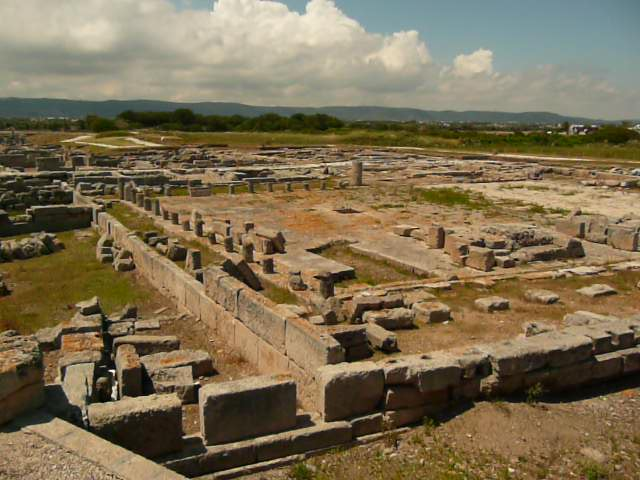
Foro, vista general.

La vía Trajana atraviesa longitudinalmente la ciudad y fue realizada y pavimentada en el 109 a. C. por el emperador Trajano de forma que se creaba una ruta alternativa para quien viajaba desde Roma por la vía Apia para ir desde Benevento hasta Bríndisi.

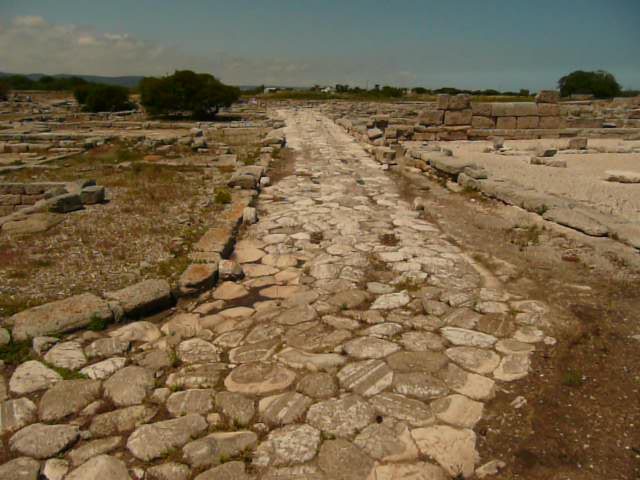
Vía Trajana

El urbanismo de la ciudad romana se articula en insulae irregulares delimitadas por la vía Trajana y por calles secundarias no asfaltadas. De casas y talleres se conservan solamente los cimientos, en el interior de estas estructuras es común encontrar canales de riego, cisternas y piscinas para recoger y usar el agua de los pozos o para acceder al agua de la capa freática.
En la primera etapa imperial se crea un nuevo puerto en la ensenada al norte de la acrópolis, ampliado y mejorado el proyecto con dos muelles artificiales mientras seguían utilizándose como fondeadero los pequeños golfos de la zona.
Entre los siglos IV y VI d. C. se construyen las dos basílicas paleocristianas, la mayor ellas con un baptisterio y se piensa que fue la sede episcopal de la ciudad y por eso se dedica al obispo Rufentius Egnatius que estuvo presente en los concilios romanos a inicios del siglo VI d. C.
Se hipotiza que la destrucción de la ciudad se debe a Totila rey de los ostrogodos en el año 545 d. C.. Pero hasta el siglo IX d. C. la ciudad existió reducida a un pequeño asentamiento en la zona de la acrópolis. Más tarde durante los siglos X y XI d. C. Grupos separados de habitantes se distribuyen por el territorio ocupando los hipogeos de época mesapia utilizándolos como casas.
Posteriormente se seguirá utilizando la antigua ciudad de Egnacia pero para saquear el material de construcción que se reutilizará en las cercanas ciudades de Fasano y Monopoli, hasta la época del saqueo sistemático de las necrópolis en los siglos XVIII y XIX que duró hasta el inicio de la primera campaña de excavaciones oficial entre 1912 y 1913.

## Museo Arqueológico Nacional de Egnacia
Construido extramuros de la que fue la ciudad alberga restos encontrados en las excavaciones y una exposición permanente para ilustrar una introducción a la historia y la topografía de la ciudad. Encontramos expuestos una selección de mosaicos y fragmentos arquitectónicos pertenecientes a la ciudad de Egnacia.

## Necrópolis occidental

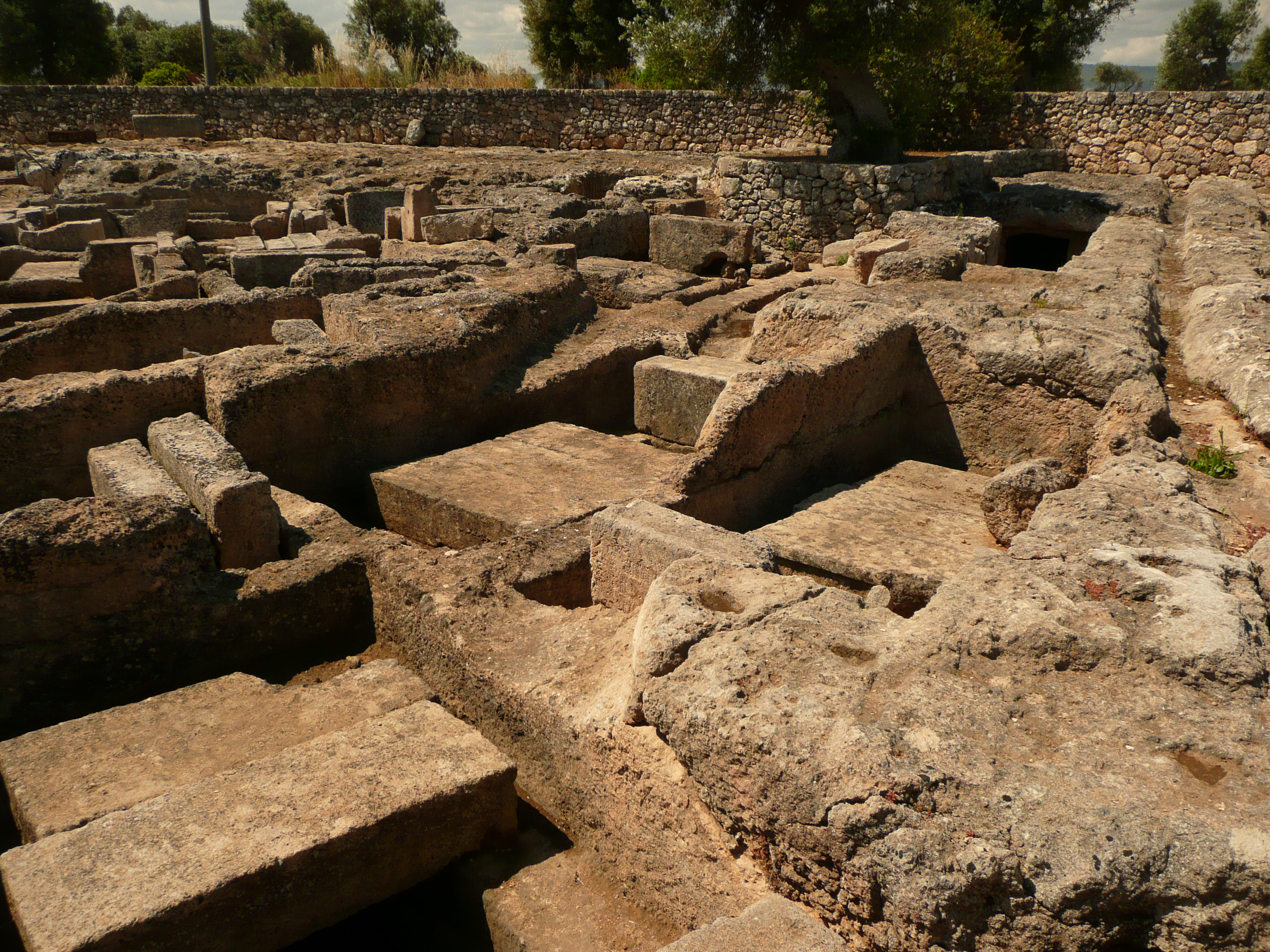
Necrópolis occidental. Vista general.

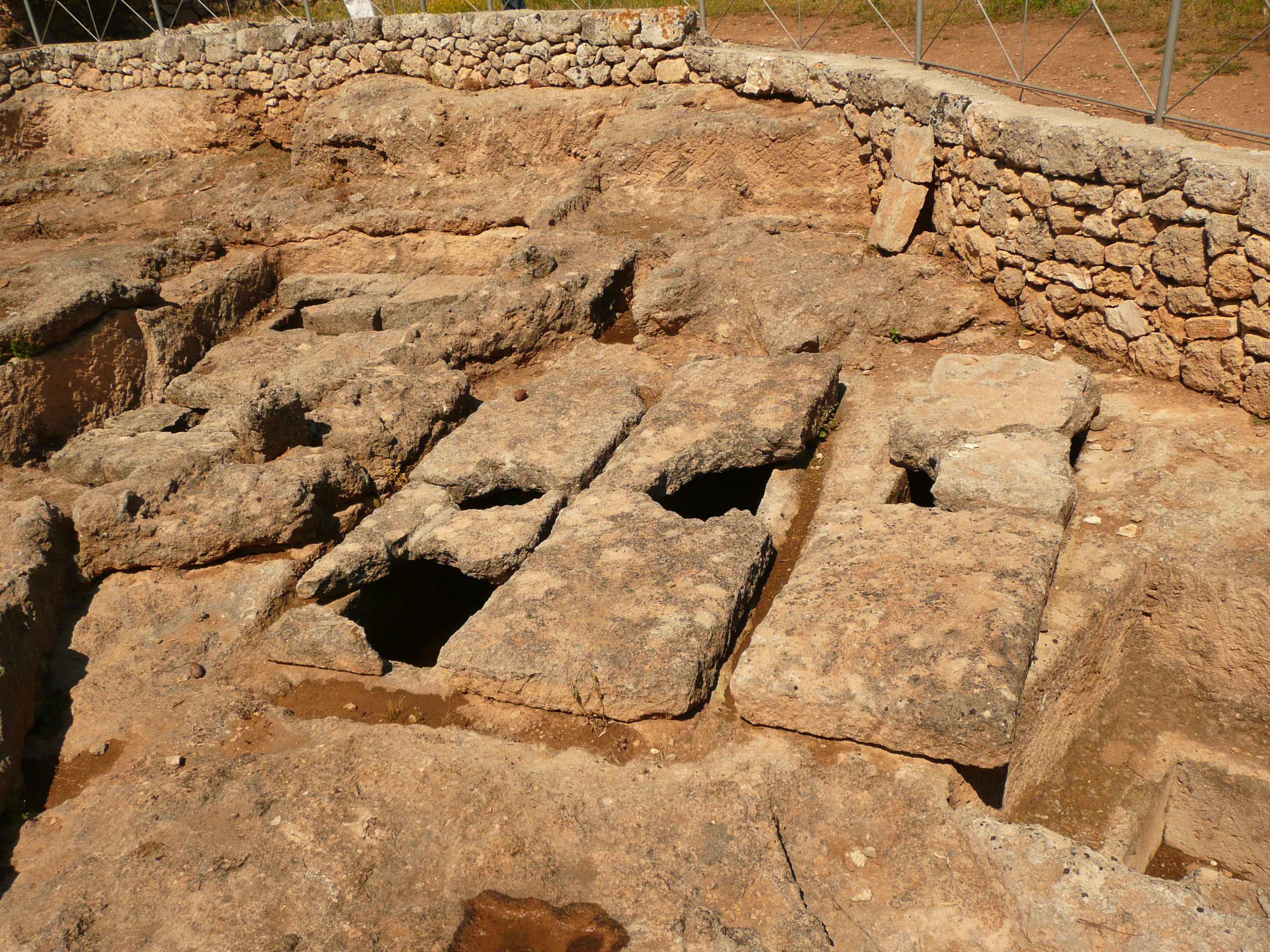
Necrópolis occidental. Detalle tumbas.

Data de la segunda mitad del siglo IV a. C. Se localiza en una zona donde se encuentra una cantera de piedra que comunicaba con la ciudad por dos calles paralelas. Las tumbas mesapias son de fosa o pseudosarcófago, reunidas en grupos dentro de una fosa más amplia, otros tipos de tumba son las de cámara o semicámara, que se presentan enlucidas y pintadas.
En el siglo I d. C. La zona se ocupa por una necrópolis que utiliza el rito de la incineración, pasamos de nuevo a la inhumación en los siglos III y IV d. C. en las zonas que había libres en la roca.

## Basílica paleocristiana episcopal y baptisterio.
Edificio de tres naves con único ábside sobresaliente respecto a la pared de la nave central, cuenta con tres ingresos a los pies de las naves precedidos por un pórtico o nártex. Se conservan restos de los mosaicos que cubrían el pavimento solamente en la zona derecha de la basílica. Actualmente conservado en el Museo Arqueológico Nacional de Egnacia estaba formado por grandes baldosas articuladas en recuadros con diferentes decoraciones y ennegrecido por un incendio que destruyó el alzado de la basílica. En el espacio mayor a la izquierda de la basílica, con pavimento de ladrillos cuadrados, se localizan las bañeras de inmersión para bautizos.

## Basílica paleocristiana meridional
Planta de tres naves de menores dimensiones respecto a la basílica episcopal con un ábside único que ha invadido la vía de las basílicas. Se sobrepone a otro edificio precedente.

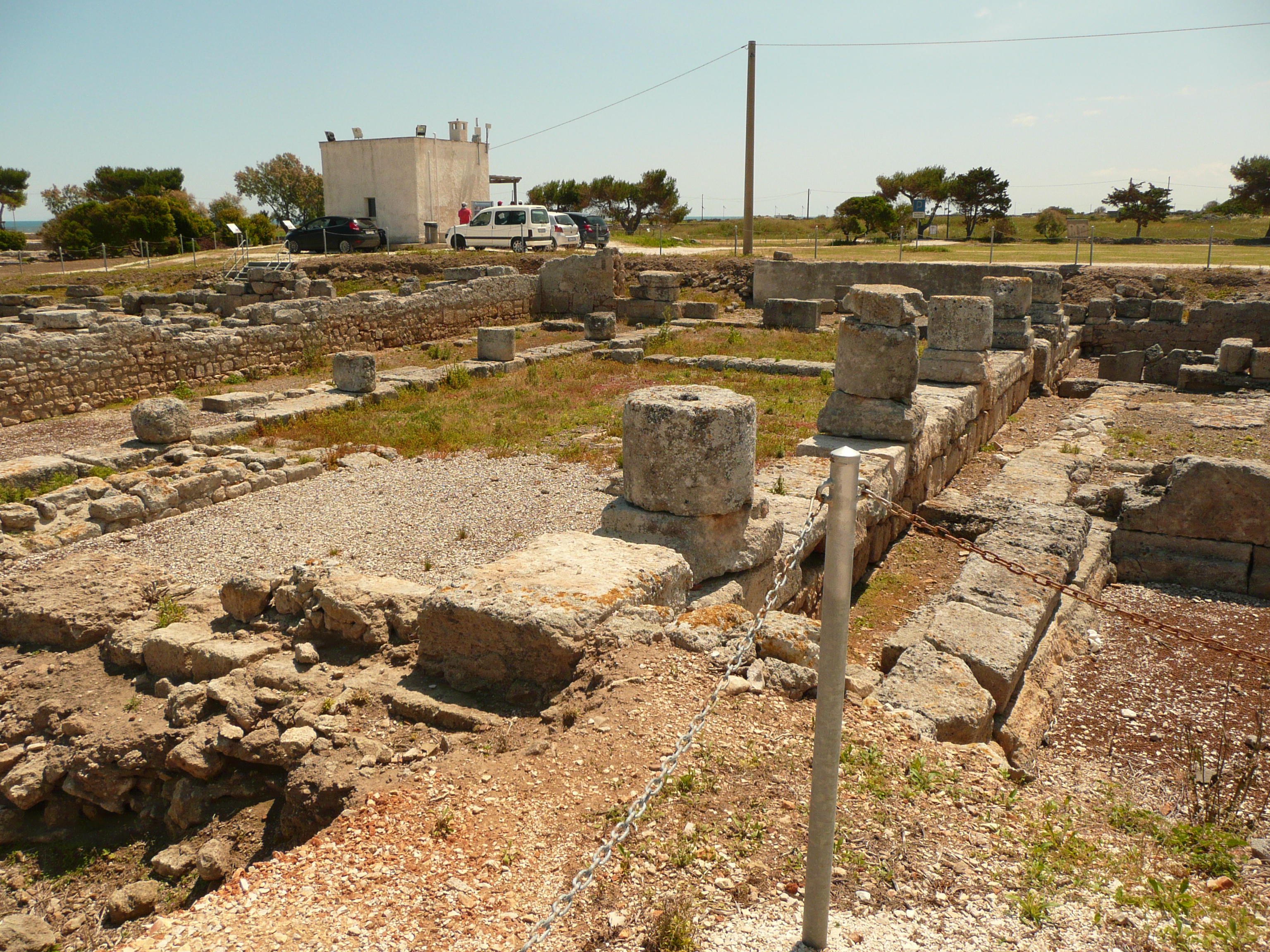
Basílica meridional

## Foro
Plaza trapezoidal solo se ha excavado la mitad del área de la plaza. Pavimentada con losas de toba (tufo). Rodeada por un canal para el desagüe del agua de lluvia y un porticado de columnas de orden dórico, los elementos del friso de metopas lisas y triglifos han sido apoyados en el pavimento del anfiteatro. En dirección a la acrópolis se conservan restos de una tribuna para oradores (suggestum) y una base conmemorativa. Se puede rastrear la presencia de otros monumentos originarios por las señales y marcas sobre el pavimento. Un pasaje pavimentado con lastras de piedra y de uso peatonal comunica el foro con la vía Trajana. Se ha hipotetizado que esta plaza, datable hacia el siglo I a. C..

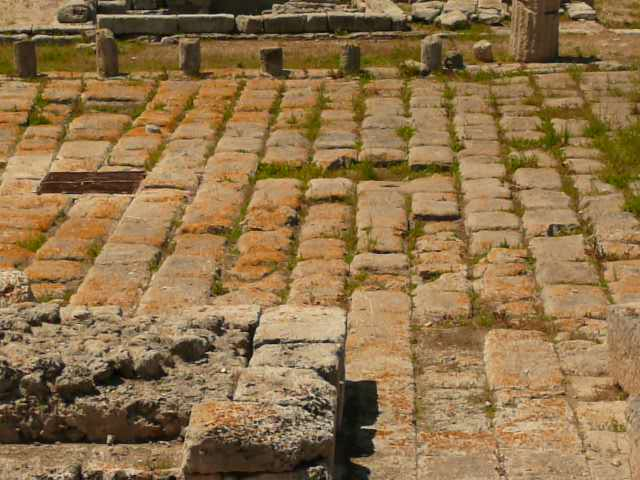
Foro. Detalle pavimentación.

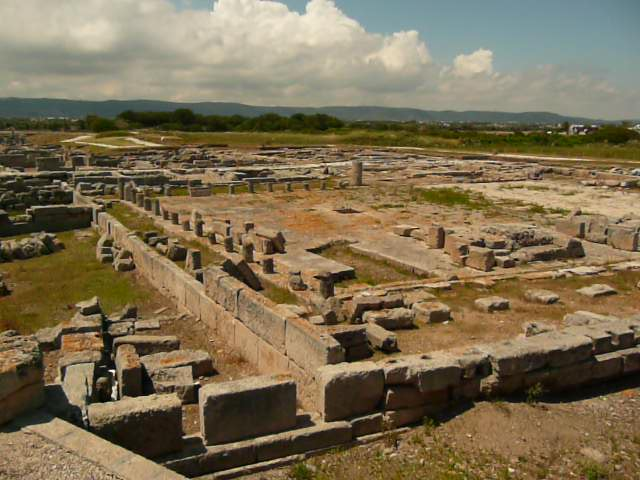
Foro, vista general.

## Anfiteatro
Denominación convencional para este espacio de la ciudad ya que hay que tener en cuenta la posición demasiado central del edificio y sus reducidas dimensiones además de la falta de elementos tales cuales las gradas o los subterráneos esenciales en un edificio que debía albergar espectadores y espectáculos. Se trata de un recinto con dos ingresos uno mayor y otro menor a cada uno de los lados mayores de la elipse, por tanto se piensa a un espacio auxiliar del foro con funciones específicas y no compatibles con las civiles y políticas de la otra plaza.

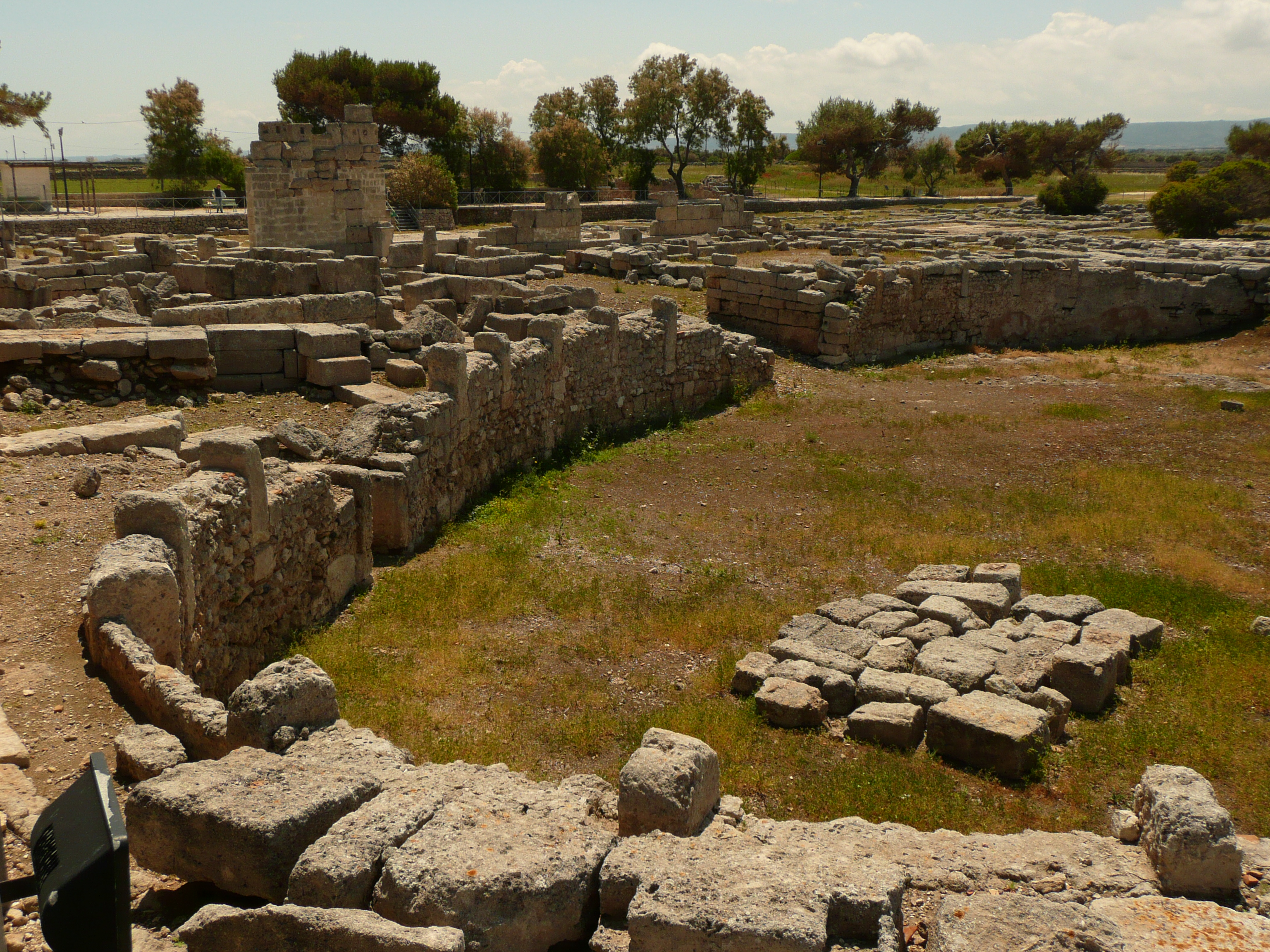
Vista del anfiteatro.

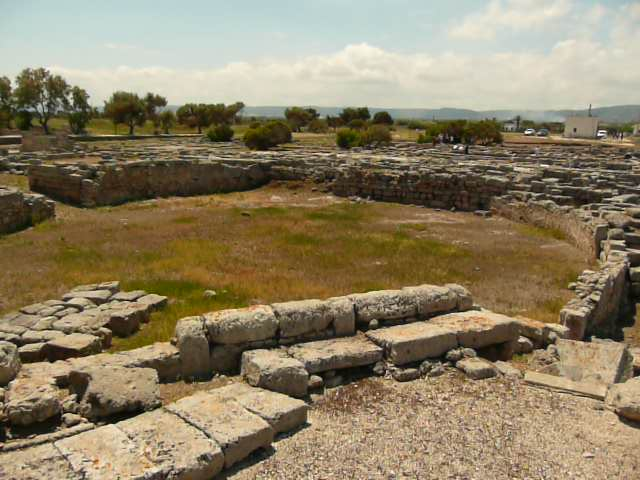
Vista general del anfiteatro.

## Vía Trajana y Sacello (Capilla)
Arteria de comunicación principal dentro y fuera de la ciudad, presenta surcos producido por el paso continuo de carros. Pavimentada con losas de piedra calcárea poligonal, cuenta con paracarros del mismo material, más numerosos en las curvas.. La vía fue arreglada por el emperador Trajano, modernizando la que fuera a su paso por Apulia la vía Minucia que recorrió el poeta Horacio en el año 38 a. C.
El Sacelio o Capilla de la Divinidades Orientales, se accedía a él a través de la vía Trajana en el siglo II d. C. Colocado entre el anfiteatro y la basílica civil con la que comparte muro perimetral. En el centro hay un altar con el relieve de unos instrumentos musicales utilizados para cultos, en la parte frontal inscripción dedicada a la sacerdotisa de Cibeles (la gran madre de los dioses), Flavia y a la diosa Syria. De esta zona proviene la cabeza de mármol de Atis, sacerdote de Cibeles y que se puede admirar en el museo arqueológico.

## Basilica civile de Aula delle tre Gazie
Edificio público de reunión donde se administraba la justicia y se hablaba de negocios. De planta rectangular con cuadripórtico interior de cuatro por ocho columnas, la fachada principal y los accesos se colocaban hacia el sureste. Por el lado que da a la acrópolis comunica con una gran sala pavimentada con mosaico (en parte enterrados debajo de la estrada que actualmente recorre la zona) con un círculo con la imagen de las tres gracias se encuentra alojado en el museo arqueológico donde es posible visitarlo. La basílica pertenece a la época de Augusto con una reforma datable como el mosaico hacia el final del siglo III y siglo IV d. C. y otra que supuso la transformación en iglesia cristiana.

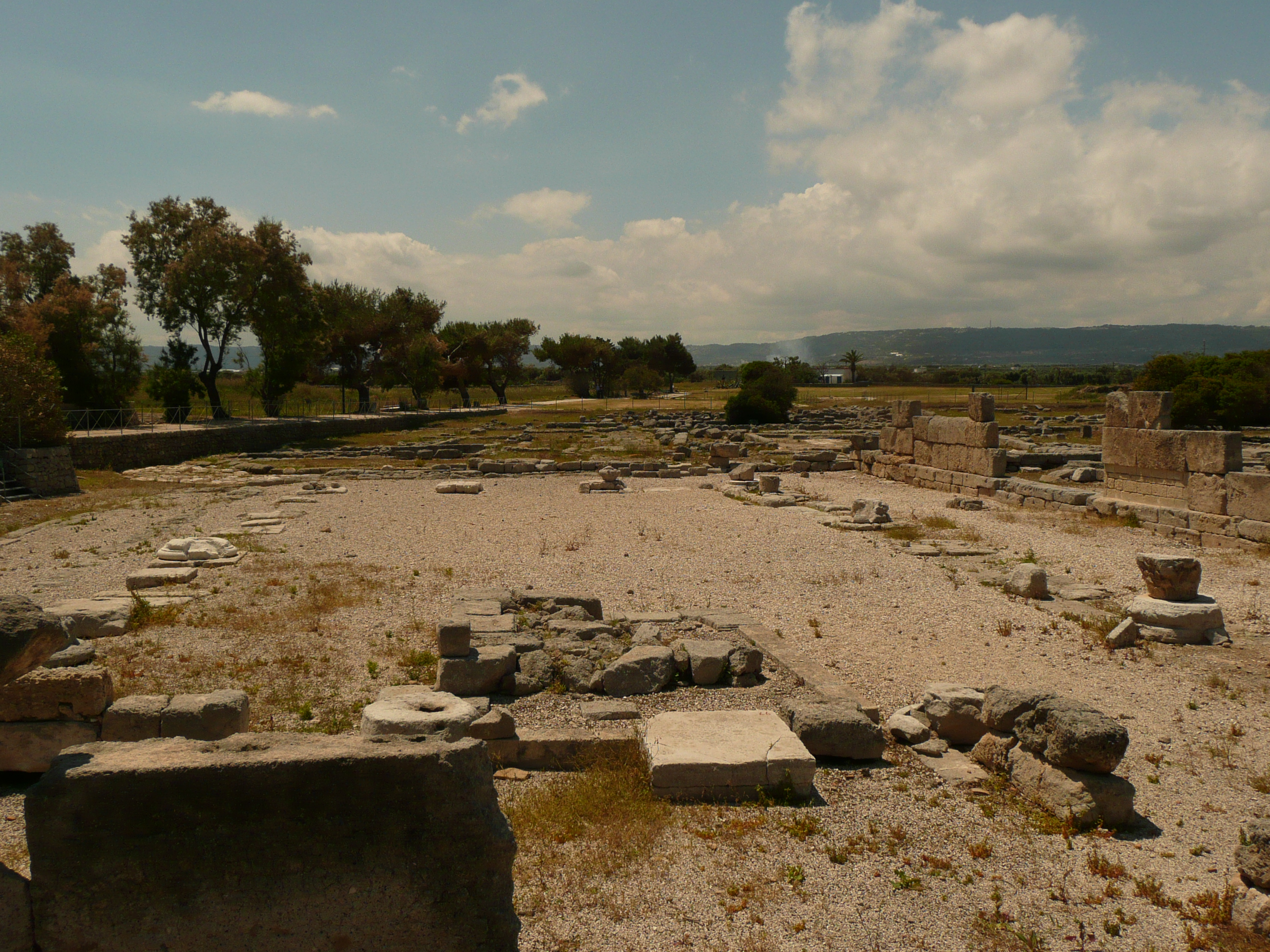
Basílica civil, vista general

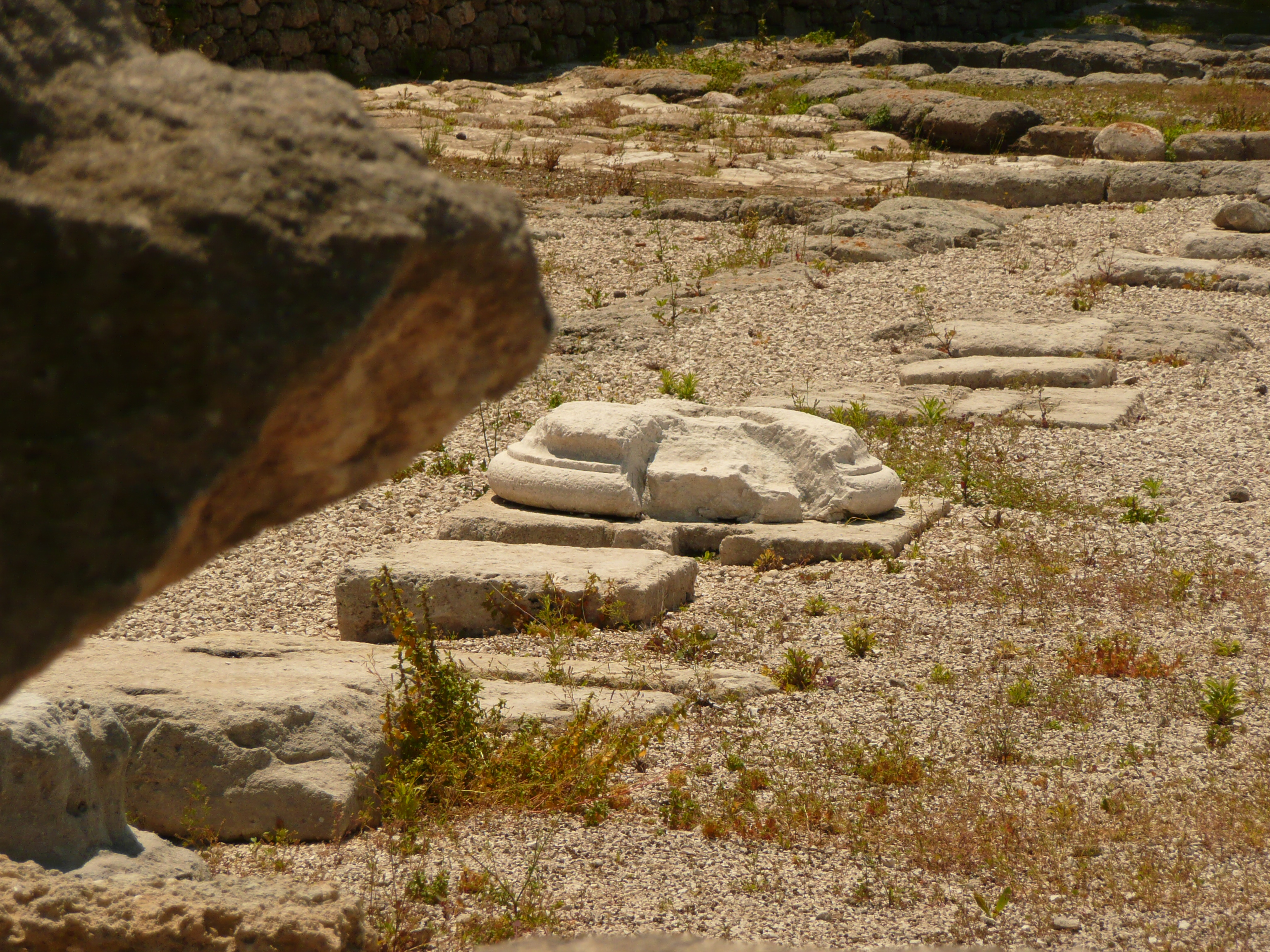
Basílica civil, detalle base de columna

## Horno romano y tumbas mesapias
De planta circular con un pasillo de acceso (praefurnium) se utilizaba seguramente para la cocción de grandes recipientes de arcilla. Resulta construida encima de una tumba de fosa que contiene la inscripción en idioma mesapio TABAPA (sacerdotisa) en una de las losas que la cubren.

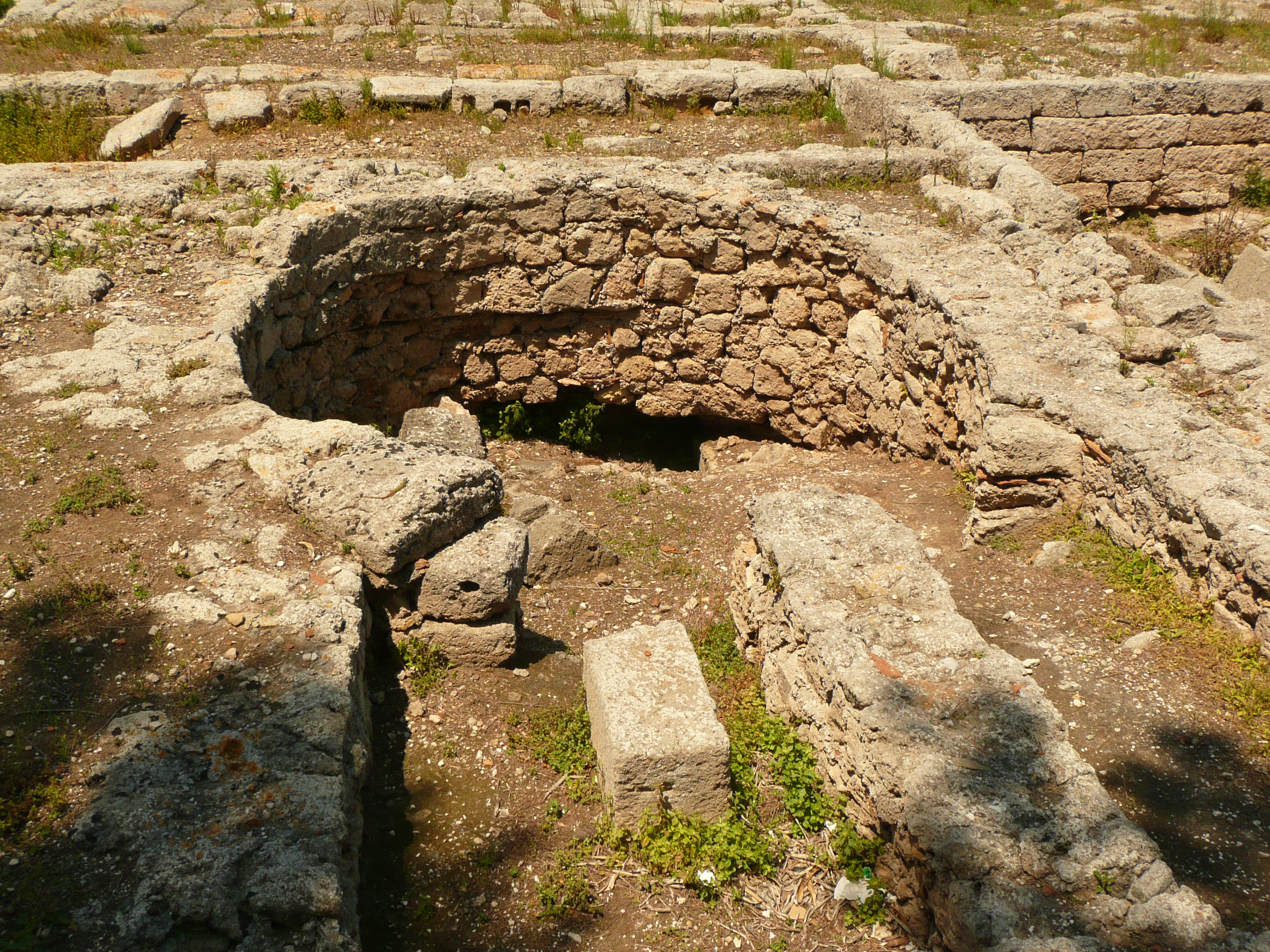
Horno romano.

## Criptopórtico
Estructura subterránea de cuatro brazos de diferente largura y que forma un túnel, una pequeña parte está excavada en la roca y el resto con cemento cubierta de bóveda y enlucido. En la parte interior de los brazos que componen el criptopórtico a distancia regular hay unas aperturas que se derraman hacia abajo. Dos pares de ingresos, modificados a lo largo de los siglos se abren en los extremos del lado mayor. Al no haber estructuras sobrestantes se piensa que pudo ser utilizado como depósito de cereales (horreum)

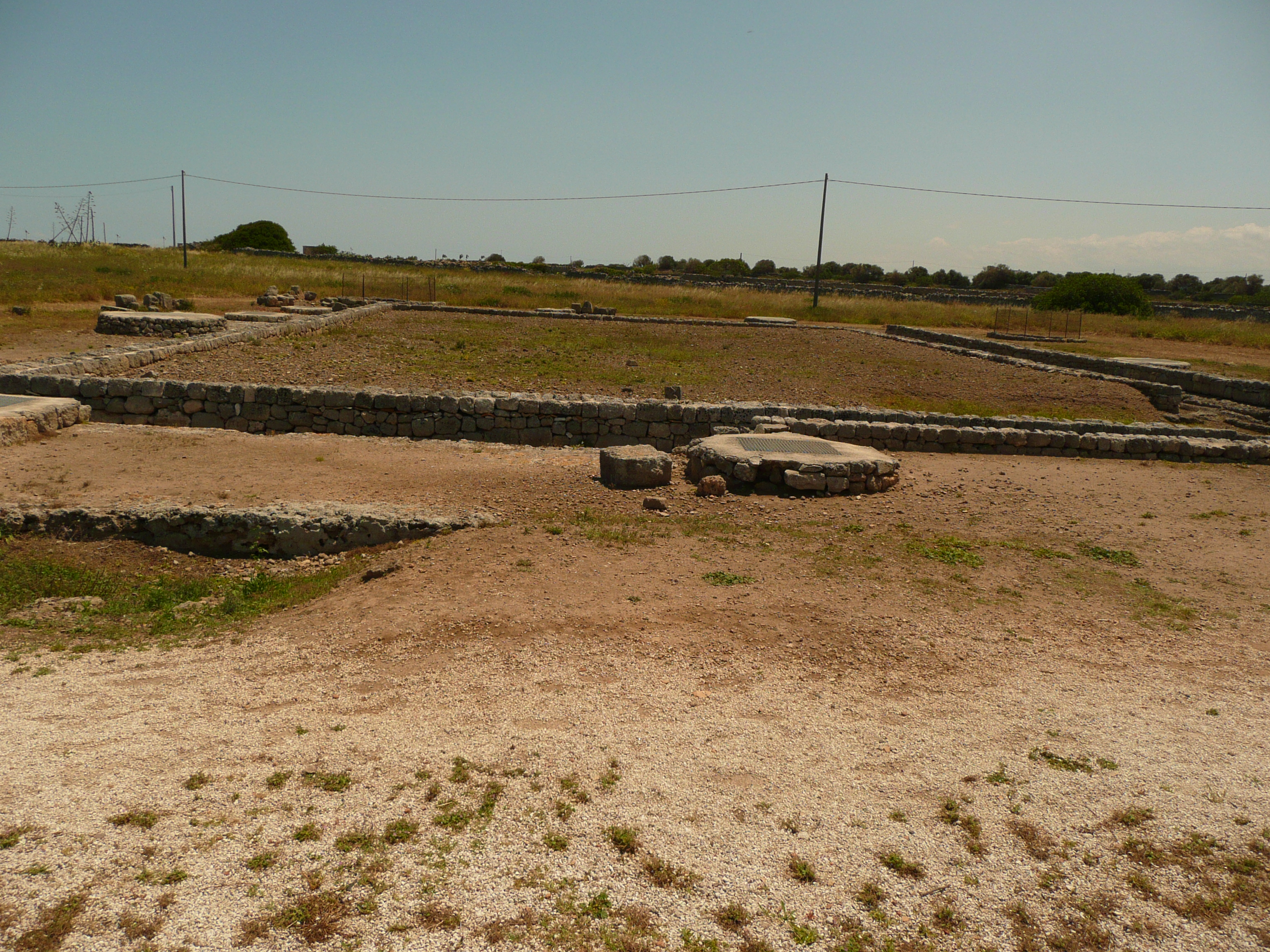
Criptopórtico, vista exterior

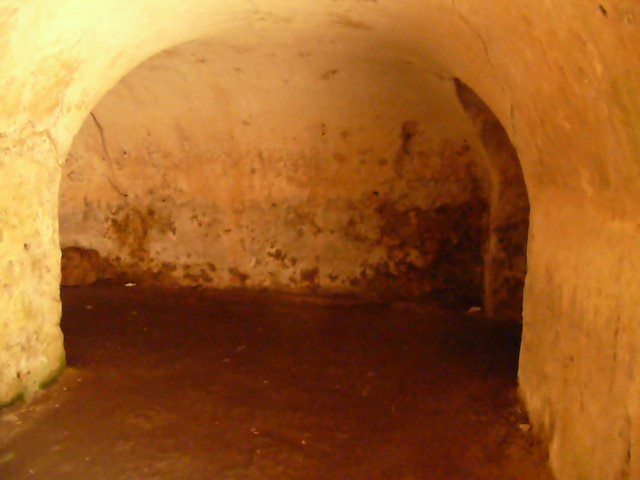
Criptopórtico, vista interior

## La acrópolis
Pequeña colina artificial formada entre los siglos XV a. C. y IX d. C. Posicionada entre dos ensenadas que han favorecido la defensa del asentamiento protohistórico y el reparo y varadura de las embarcaciones. La ensenada septentrional se convirtió en un pequeño puerto en época romana. Se conserva imponente el llamado “muraglione”, o la parte mejor conservada de las antiguas murallas. En la parte superior de la acrópolis se encuentran los restos de los cimientos de un templo de época helenista y hacia el interior de la acrópolis se eleva una fortificación de época tardía.